# کودو (ژاپن)
کودو ((به ژاپنی: 香道 Kōdō))، هنر قدردانی از عود ژاپنی است و شامل استفاده از بخور در ساختاری از رفتارهای مرتبت است. «کودو» شامل تمام جنبه‌های فرایند بخور دادن است، از ابزارها بخور کابزار (香道具 کودو گو)، تا فعالیت‌هایی مانند بازی‌های مقایسه بخور دادن کومیکو (組)香) و گنجیکو(源氏香).
"Kōdō" به عنوان یکی از سه هنر کلاسیک ژاپنی پالایش، همراه با "ایکبانا" برای گل‌آرایی و مراسم چای ژاپنی برای چای و مراسم چای به حساب می‌آید.